# Залоше
Залоше (словен. Zaloše) — поселення в общині Радовлиця, Горенський регіон, Словенія. Висота над рівнем моря: 388,9 м.